# Clubzone
Die Clubzone war ein vom Radiosender Energy Sachsen ins Leben gerufenes Clubfestival. Es fand in regelmäßigen Abständen in der Innenstadt sowie angrenzenden Stadtteilen von Leipzig statt. Nach anfänglich unregelmäßigen Terminen wurden jährlich zwei Clubzones zumeist im Frühjahr sowie im Herbst veranstaltet. Das Spektrum der teilnehmenden Clubs besteht aus jährlich festen sowie ständig wechselnden Teilnehmern. Es zählt zu den größten Musikfestivals seiner Art in Mitteldeutschland.
Das Konzept der Clubzone war es, mit einem zentralen Ticket den Besuchern den Zugang zu den teilnehmenden Locations zu ermöglichen. Der Ticketpreis belief sich dabei auf 10 € im Vorverkauf und 15 € an der Abendkasse (Stand: Oktober 2011). Dabei ist es üblich geworden in jedem Club einen Begrüßungsdrink zu bekommen (meist ein Shot). Das Konzept hat für Veranstalter wie auch Besucher Vorteile. So kann man sich als Besucher z. B. einige Clubs anschauen, ohne für jeden separat Eintritt zahlen zu müssen. Neben einem erhöhten Besucheraufkommen können sich hingegen z. B. neue Clubs somit einfacher der breiten Öffentlichkeit vorstellen.
Mit Künstlern wie z. B. ATB, Boogie Pimps, Lexy & K-Paul, Blank & Jones oder Matthias Tanzmann sind stets namhafte Personen der Dance- und Electro-Szene vertreten. Diese typischen Headliner traten in der Vergangenheit immer weniger in Erscheinung. Stattdessen wird auf ein größeres Line-Up von Künstlern gesetzt.
Die Veranstaltungsorte liegen zum größten Teil in der Leipziger Innenstadt. Neben Clubs öffnete auch der Hauptbahnhof Leipzig seine Pforten für die Besucher. Die Halle stellte sich durch das große Fassungsvermögens und der guten Akustik als geeignet heraus. Auch außerhalb der Leipziger Innenstadt nehmen diverse Clubs an der Clubzone teil. So nahm z. B. mit der Distillery in der Südvorstadt 2007 zum ersten Mal Ostdeutschlands ältester Technoclub teil. 
Im Jahr 2009 legte die Clubzone eine „kreative Pause“ ein. Als Überbrückungsveranstaltung fand im April 2009 die Club Convention in der Alten Hauptpost am Leipziger Augustusplatz statt.
Das Konzept wurde zugunsten eines weniger breiten Club-Spektrum überarbeitet und am 17. April 2010 kehrte die Clubzone mit dem Zusatz City Edition zurück. Dabei wurde das Angebot an Clubs verkleinert um den Gästen zu ermöglichen, sämtliche Orte per Fuß erreichen zu können. Unter anderem beteiligten sich die Leipziger Locations Barfusz, Diamonds, Marktgalerie oder die Moritzbastei an der Aktion. Damit fielen einige angesehene Clubs weg, andere hingegen kamen hinzu. Wie zur Überbrückungsveranstaltung 2009 öffnete auch die Alte Hauptpost ihre Pforten.
Die letzte Clubzone fand am 5. Oktober 2013 statt. In den Höfen am Brühl fand unter dem Motto Silent Noize eine Kopfhörerparty statt. Weitere Teilnehmer waren u. a. der TV-Club oder die Clubs Velvet, Absturz und Nachtcafé. Zusätzlich nahmen einige Bars und andere Locations, die nicht als Club bezeichnet werden können, teil. Mit der Leipziger Partytram baten die Leipziger Verkehrsbetriebe eine regelmäßig um den Innenstadtring fahrende Straßenbahn an, in der Musik gespielt wurde und getanzt werden konnte.

## Bisherige Veranstaltungsorte (Auszug)
- Leipziger Hauptbahnhof (Osthalle)
- Höfe am Brühl
- Distillery
- Moritzbastei
- TV-Club
- Alpenmax
- Club Velvet
- Lagerhof (geschlossen)
- Nachtcafé
- Alte Hauptpost am Augustusplatz
- Leipziger Partytram